# Lorenzo Valles
Pour les articles homonymes, voir Valles.

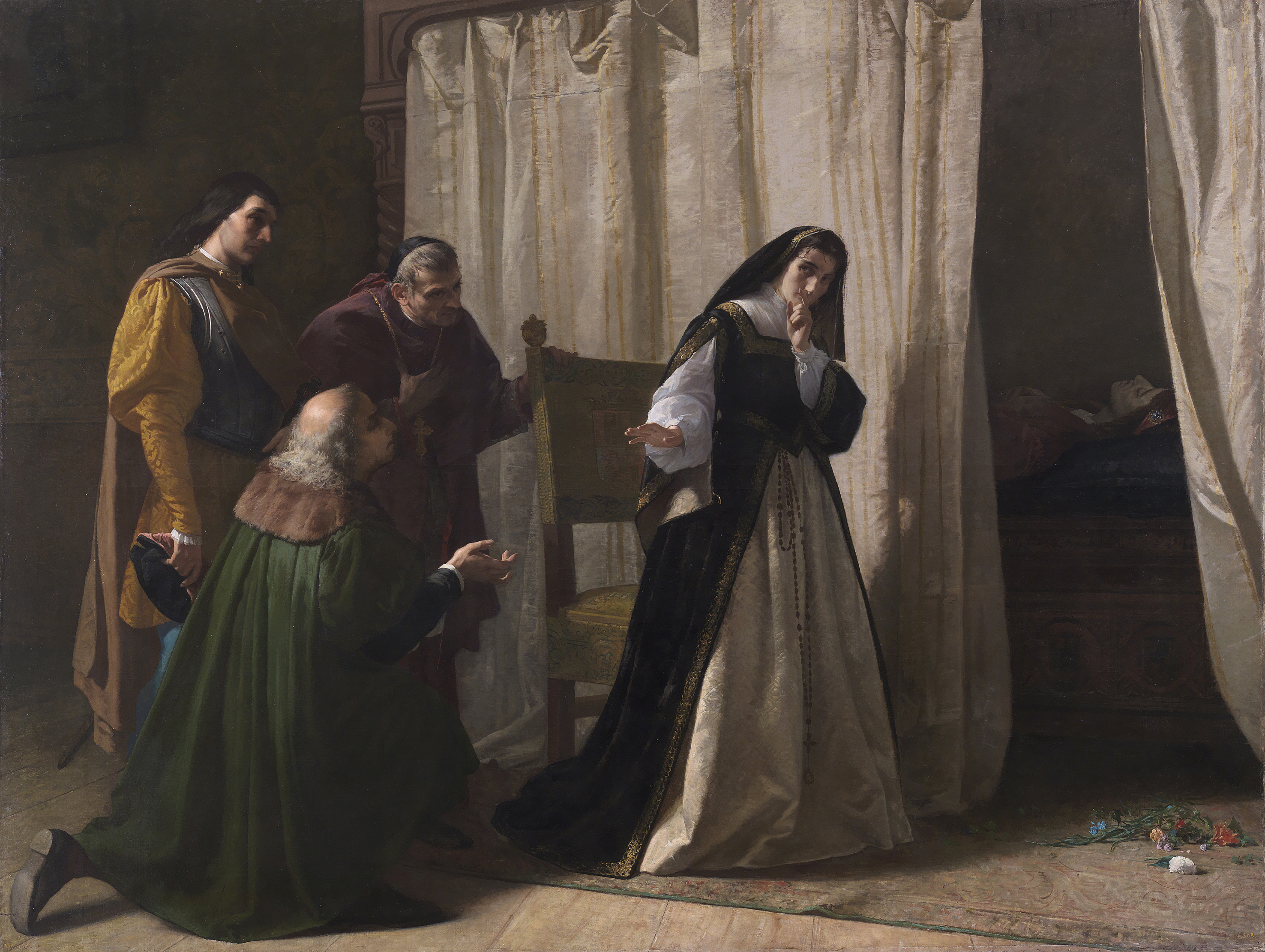
La Démence de Jeanne de Castille, 238 x 313 cm, 1867, Musée du Prado à Madrid

Lorenzo Valles, né en 1831 à Madrid et décédé en 1910 à Rome est un peintre espagnol, notamment de peintures historiques et religieuses.

## Biographie
Il a étudié à l'Académie royale des beaux-arts de San Fernando à Madrid. Il est aidé par le duc de Sesto. Il part à Rome vers 1853, où il intègre l'atelier de Johann Friedrich Overbeck.

## Œuvres
- Atelier d'artiste, 41 x 53,2 cm, 1906
- La Démence de Jeanne de Castille, 238 x 313 cm, 1867, Musée du Prado à Madrid
- Le marchand de tapisserie, 51 x 76 cm
- Margarite et Duncan, 171,4 x 106,7 cm, Collection privée
- Dernières nouvelles, 31,8 x 45,1 cm, Collection privée